# Cussolenis
Cussolenis là một chi bọ cánh cứng trong họ 
Elateridae.
Chi này được miêu tả khoa học năm 1918 bởi Fleutiaux.

## Các loài
Chi này có các loài:
- Cussolenis mutabilis (Bonvouloir, 1875)